# Mary Kahil
Mary Kahil (* 28. Januar 1889 in Kairo, Ägypten; † 28. Juni 1979) war eine ägyptische, arabische Christin und Mystikerin.
Mary Kahil entstammte einer altbekannten katholischen Familie syrischer Herkunft. Am 9. Februar 1934 predigte Louis Massignon zusammen mit Mary Kahil, mit der er seit Jugendtagen befreundet war, in der verlassenen franziskanischen Kirche in Damiette, Ägypten, wo Franz von Assisi 1219 Sultan al-Malik al-Kamil getroffen hatte. Sie legten ein Gelübde der Badaliya (arab.: Badaliya = Stellvertretung) ab und gelobten damit, für die Muslime zu leben, „nicht um sie zu bekehren, sondern damit der Wunsch Gottes in ihnen und durch sie erfüllt werde“. Dieses Gelübde führte 1947 zur offiziellen Gründung der Badaliya-Gebetsvereinigung.